# Marcin Kowalczyk
Marcin Kowalczyk, né le 9 avril 1985 à Wieruszów, est un footballeur international polonais. Il est défenseur au Zaglebie Lubin.

## Carrière
- 2002-sep. 2002 :  UKS SMS Łódź
- oct. 2002-2004 :  LKS Lodz
- 2004-déc. 2004 :  UKS SMS Łódź
- jan. 2005-déc. 2005 :  Stal Glowno
- jan. 2006-fév. 2008 :  GKS Bełchatów
- fév. 200862011 :  Dynamo Moscou
  - mars 2011-2011 :  Metalurg Donetsk (prêt)
- depuis 2011 :  Zaglebie Lubin

## En sélection
Marcin Kowalczyk compte sept sélections avec la Pologne, depuis 2008.

### Palmarès
- Vice-champion de Pologne : 2007
- Finaliste de la Coupe de la Ligue de Pologne : 2007